# Leningrad Cowboys
Leningrad Cowboys – fiński zespół rockowy, powstały w końcu lat 80. XX wieku, znany ze swoich humorystycznych piosenek i aranżacji znanych przebojów, koncertów z udziałem Chóru Armii Czerwonej, a przede wszystkim z filmów Akiego Kaurismäkiego. Zespół nazywa siebie także najgorszym zespołem w historii rocka, a znakiem charakterystycznym jest ich sceniczny image: czuby na głowie, czarne, przyciasne garnitury i duże, spiczaste buty.

## Historia zespołu

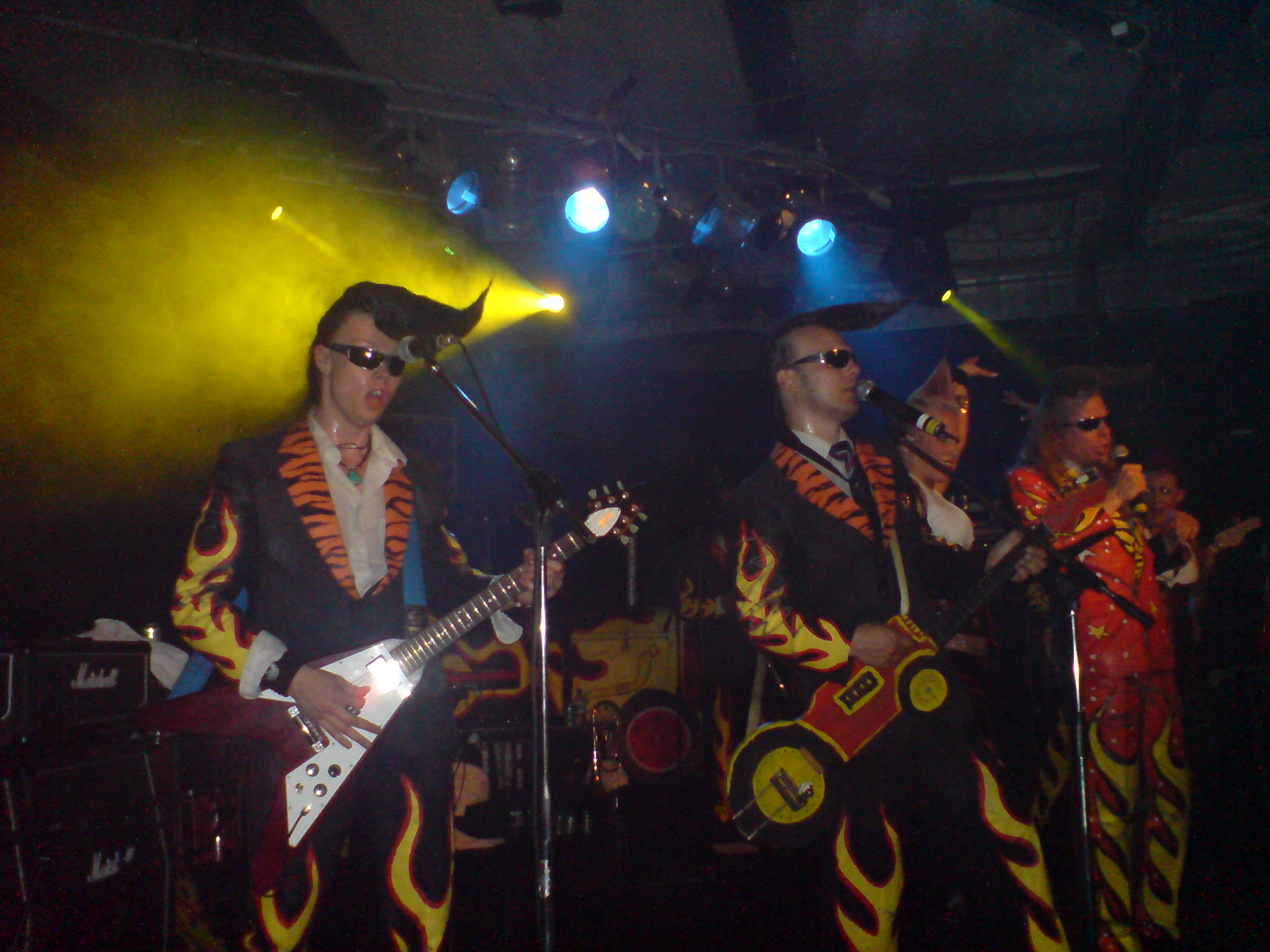
Zespół na koncercie w Lublanie

Zespół powstał dla potrzeb filmu Leningrad Cowboys Go America fińskiego reżysera Akiego Kaurismäkiego. Fikcyjny zespół złożony był z muzyków fińskiego zespołu Sleepy Sleepers oraz kilku innych muzyków. W czasie trwania akcji filmu do zespołu dołączył także były lider brytyjskiego zespołu punkowego The Members Nicky Tesco.
Po nagraniu filmu zespół nie rozpadł się i nagrywał kolejne płyty, wideo i grał koncerty. Zespół pojawił się w dwóch kolejnych filmach Akiego Kaurismäkiego: w 1994 w Leningrad Cowboys Meet Moses i w Total Balalaika Show, który był rejestracją koncertu dla 70 tys. publiczności w Helsinkach z 12 czerwca 1993 z udziałem 160-osobowego Chóru Armii Czerwonej. Aki Kaurismäki był także reżyserem dwóch teledysków zespołu w 1992: do coveru znanego folkowego przeboju Those Were The Days oraz do Thru The Wire z udziałem Nicky'ego Tesco.
W 1994 zespół wystąpił na 11 rozdaniu nagród MTV USA Music Awards w Radio City Music Hall w Nowym Jorku, w towarzystwie 70 członków Chóru Armii Czerwonej, grając cover utworu Sweet Home Alabama z repertuaru Lynyrd Skynyrd, występ oglądało około 250 milionów widzów na całym świecie. W tym samym roku Leningrad Cowboys zagrali także duży koncert dla 60 tys. widzów w Berlinie pod nazwą NOKIA Balalaika Show.
Zespół grał także w Polsce: 3 lipca 1999 w Poznaniu na zakończeniu Poznańskiej Teatralnej Malty dla 45 tys. widzów, 23 czerwca 2007 w Warszawie na Wiankach, a sam Tipe Johnson wspomagał wokalnie Apocalyptikę 16 kwietnia 2009 roku podczas koncertu w warszawskiej Stodole.

## Muzyka
Obecnie zespół liczy 13 członków, w tym 2 kobiety. Piosenki, z widocznym wpływem polki i rocka progresywnego, zespół wykonuje po angielsku. W repertuarze dominują teksty opisujące humorystycznie rosyjską rzeczywistość (traktory, rakiety np. Space Tractor), rosyjskie piosenki i pieśni folklorystyczne (np. Kalinka), ballady rock'n'rollowe i covery utworów takich zespołów jak The Beatles (np. Yellow Submarine), Led Zeppelin (np. Stairway to Heaven), The Turtles (np. "Happy Together"), czy Lynyrd Skynyrd i innych.

## Dyskografia
Albumy studyjne
| 1917–1987                                                             | - Data: 1987 - Wydawca: AMT                            | –  | –  | –  |                 |                     |
| We Cum From Brooklyn                                                  | - Data: 23 marca 1992 - Wydawca: Plutonium             | –  | –  | –  | - FIN: 27 tys.+ | - FIN: złota płyta+ |
| Happy Together (Leningrad Cowboys & The Alexandrov Red Army Ensemble) | - Data: 20 czerwca 1994 - Wydawca: Plutonium           | –  | –  | 59 |                 |                     |
| Leningrad Cowboys Go Space                                            | - Data: 1 kwietnia 1996 - Wydawca: Megamania           | 2  | 48 | 88 | - FIN: 30 tys.+ | - FIN: złota płyta+ |
| Mongolian Barbecue                                                    | - Data: 2 czerwca 1997 - Wydawca: Megamania            | 14 | –  | –  |                 |                     |
| Terzo Mondo                                                           | - Data: 25 kwietnia 2000 - Wydawca: Roadrunner Records | –  | –  | –  |                 |                     |
| Zombie's Paradise                                                     | - Data: 2 czerwca 2006 - Wydawca: RCA, Sony BMG        | 39 | 70 | –  |                 |                     |
| Buena Vodka Social Club                                               | - Data: 28 października 2011 - Wydawca: SPV Recordings | –  | –  | –  |                 |                     |
| „–” oznacza, że album nie był notowany.                               |                                                        |    |    |    |                 |                     |

Albumy koncertowe
| Tytuł                                                                                          | Dane dot. albumu                                           | Sprzedaż        | Certyfikat          |
| ---------------------------------------------------------------------------------------------- | ---------------------------------------------------------- | --------------- | ------------------- |
| Live in Prowinzz                                                                               | - Data: 1992 - Wydawca: Plutonium                          |                 |                     |
| Total Balalaika Show - Helsinki Concert (Leningrad Cowboys & The Alexandrov Red Army Ensemble) | - Data: 1993 - Wydawca: Plutonium                          | - FIN: 32 tys.+ | - FIN: złota płyta+ |
| Nokia Balalaika Show (Leningrad Cowboys & Red Army Ensemble)                                   | - Data: 1995 - Wydawca: Megamania                          |                 |                     |
| Global Balalaika Show                                                                          | - Data: 21 listopada 2003 - Wydawca: Leningrad Cowboys Ltd |                 |                     |

Kompilacje
| Thank You Very Many - Greatest Hits & Rarities      | - Data: 13 września 1999 - Wydawca: BMG Ariola München GmbH | –  |
| Leningrad Cowboys Go Wild                           | - Data: 1 maja 2000 - Wydawca: Ariola Express               | –  |
| Those Were The Days - The Best of Leningrad Cowboys | - Data: 2009 - Wydawca: Leningrad Cowboys Ltd               | 11 |
| „–” oznacza, że album nie był notowany.             |                                                             |    |

Albumy świąteczne
| Tytuł                                                             | Dane dot. albumu                              |
| ----------------------------------------------------------------- | --------------------------------------------- |
| Merry Christmas (Leningrad Cowboys & The Russian Air Force Choir) | - Data: 2013 - Wydawca: Leningrad Cowboys Ltd |

Albumy wideo
| Tytuł                                                                                                | Dane dot. albumu                                           |
| --- | ---------------------------------------------------------- |
| Happy Together - The Total Balalaika Show (Leningrad Cowboys Feat. The Alexandrov Red Army Ensemble) | - Data: 1994 - Wydawca: BMG Video                          |
| Global Balalaika Show                                                                                | - Data: 21 listopada 2003 - Wydawca: Leningrad Cowboys Ltd |

Ścieżki dźwiękowe
| Tytuł                        | Dane dot. albumu            |
| ---------------------------- | --------------------------- |
| Leningrad Cowboys Go America | - Data: 1989 - Wydawca: AMT |

## Nagrody i wyróżnienia
| Rok  | Kategoria    | Tytułem           | Nagroda    | Nota | Źródło |
| ---- | ------------ | ----------------- | ---------- | ---- | ------ |
| 1993 | Vuoden yhtye | Leningrad Cowboys | Emma-gaala | Laur | [ 19 ] |

## Filmografia

### Filmy
- 1989: Leningrad Cowboys Go America (pol. Leningrad Cowboys jadą do Ameryki)
- 1994: Leningrad Cowboys Meet Moses (pol. Leningrad Cowboys spotykają Mojżesza)

### Filmy krótkometrażowe
- 1986: Rocky VI
- 1987: Thru The Wire
- 1988: L.A. Woman
- 1991: Those Were The Days
- 1992: These Boots